# Shidou Shuiku
Shidou Shuiku är en reservoar i Kina. Den ligger i provinsen Fujian, i den sydöstra delen av landet, omkring 200 kilometer sydväst om provinshuvudstaden Fuzhou. I omgivningarna runt Shidou Shuiku växer i huvudsak städsegrön lövskog.
Genomsnittlig årsnederbörd är 1 457 millimeter. Den regnigaste månaden är maj, med i genomsnitt 254 mm nederbörd, och den torraste är oktober, med 8 mm nederbörd.